# Азолина, Нина Адольфовна
Нина Адольфовна Азолина (21 ноября 1927, пос. Зуи, Шумилинский район — 5 октября 1943, дер. Боровуха (Витебская область)) — член подпольной организации «Юные мстители» в годы Великой Отечественной войны.

## Биография
Окончила 7 классов Обольской средней школы. Член ВЛКСМ.
С мая 1942 — член подпольной организации «Юные мстители». По заданию Сиротинского подпольного райкома КП(б) Белоруссии работала переписчицей в комендатуре. Имея доступ к некоторым секретным документам, передавала партизанам важные сведения и бланки документов.
Летом 1943 года получила задание взорвать водокачку на железнодорожной станции Оболь Витебской области. 1 августа 1943 года Нина Азолина проникла на охраняемую территорию водокачки и бросила на кучу угля у котельной мину. 3 августа, через сутки после минирования, произошёл взрыв, в результате которого водокачка была полностью разрушена. На этой водокачке работал её отец, которого она предупредила перед диверсией, чтобы он не выходил на работу. Из-за разрушения водокачки на станции сразу же скопилось 11 составов. Восстановление водокачки заняло 2 недели.
В августе 1943 года Нина Азолина совместно с Зиной Лузгиной, Фрузой Зеньковой и Владимиром Езовитовым участвовала в подрыве льнозавода и электростанции.
26 августа (28 августа) 1943 года была схвачена гестапо совместно с другими подпольщиками. После пыток в Шумилино и Полоцке 5 октября 1943 года расстреляна в деревне Боровуха Витебской области.

## Награды
Орден Красного Знамени (посмертно)

## Память
- Именем Нины Азолиной названа улица в Оболи, на которой находится дом, в котором жила она и её родственники. На этой улице находится также дом Зины Портновой.
- Возле Оболи, у автострады, установлен высокий гранитный памятник, на котором золотыми буквами высечены имена погибших юных мстителей, в том числе Нины Азолиной[3].